# Trachyspina
Trachyspina is een geslacht van spinnen uit de  familie van de Trochanteriidae.

## Soorten
- Trachyspina capensis Platnick, 2002
- Trachyspina chillimookoo Platnick, 2002
- Trachyspina daunton Platnick, 2002
- Trachyspina goongarrie Platnick, 2002
- Trachyspina illamurta Platnick, 2002
- Trachyspina madura Platnick, 2002
- Trachyspina mundaring Platnick, 2002
- Trachyspina olary Platnick, 2002